# Maschiwka
Maschiwka (ukrainisch Машівка; russisch Машевка Maschewka) ist eine Siedlung städtischen Typs und war bis Juli 2020 der Verwaltungssitz des gleichnamigen Rajons Maschiwka im Osten der ukrainischen Oblast Poltawa mit 3800 Einwohnern (2014).

## Geographie
Maschiwka liegt an der Mündung des Suchyj Tahamlyk (ukrainisch Сухий Тагамлик) in den Tahamlyk (ukrainisch Тагамлик), ein 64 km langer Nebenfluss der Worskla.
Das Oblastzentrum Poltawa ist über die T-17-12 in 35 km nordwestliche Richtung zu erreichen.

## Geschichte
Das Dorf wurde 1859 gegründet und war vom 20. September 1941 bis zum 22. September 1943 von Truppen der Wehrmacht besetzt. Seit 1971 besitzt Maschiwka den Status einer Siedlung städtischen Typs.

## Verwaltungsgliederung
Am 6. September 2017 wurde die Siedlung zum Zentrum der neugegründeten Siedlungsgemeinde Maschiwka (Машівська селищна громада/Maschiwska selyschtschna hromada). Zu dieser zählen auch die 8 Dörfer Koselschtschyna, Latyschiwka, Nowyj Tahamlyk, Ohujiwka, Seleschtschyna, Suchonossiwka, Tymtschenkiwka und Wilne, bis dahin bildete sie die gleichnamige Siedlungsratsgemeinde Maschiwka (Машівська селищна рада/Maschiwska selyschtschna rada) im Zentrum des Rajons Maschiwka.
Am 12. Juni 2020 kamen noch weitere 12 in der untenstehenden Tabelle aufgelistete Dörfer zum Gemeindegebiet.
Am 17. Juli 2020 kam es im Zuge einer großen Rajonsreform zum Anschluss des Rajonsgebietes an den Rajon Poltawa.
Folgende Orte sind neben dem Hauptort Maschiwka Teil der Gemeinde:
| Name                     | Name           | Name                             |
| ukrainisch transkribiert | ukrainisch     | russisch                         |
| ------------------------ | -------------- | -------------------------------- |
| Abramiwka                | Абрамівка      | Абрамовка (Abramowka)            |
| Basyliwschtschyna        | Базилівщина    | Базилевщина (Basilewschtschina)  |
| Bohdaniwka               | Богданівка     | Богдановка (Bogdanowka)          |
| Dmytriwka                | Дмитрівка      | Дмитровка (Dmitrowka)            |
| Hryhoriwka               | Григорівка     | Григоровка (Grigorowka)          |
| Kalyniwka                | Калинівка      | Калиновка (Kalinowka)            |
| Koschmaniwka             | Кошманівка     | Кошмановка (Koschmanowka)        |
| Koselschtschyna          | Козельщина     | Козельщина (Koselschtschina)     |
| Latyschiwka              | Латишівка      | Латышовка (Latyschowka)          |
| Myroniwka                | Миронівка      | Мироновка (Mironowka)            |
| Nowa Pawliwka            | Нова Павлівка  | Новая Павловка (Nowaja Pawlowka) |
| Nowyj Tahamlyk           | Новий Тагамлик | Новый Тагамлык (Nowy Tagamlyk)   |
| Ohujiwka                 | Огуївка        | Огуевка (Ogujewka)               |
| Petriwka                 | Петрівка       | Петровка (Petrowka)              |
| Sachniwschtschyna        | Сахнівщина     | Сахновщина (Sachnowschtschina)   |
| Seleschtschyna           | Селещина       | Селещина (Seleschtschina)        |
| Suchonossiwka            | Сухоносівка    | Сухоносовка (Suchonossowka)      |
| Tymtschenkiwka           | Тимченківка    | Тимченковка (Timtschenkowka)     |
| Wilne                    | Вільне         | Вольное (Wolnoje)                |
| Wowtscha Balka           | Вовча Балка    | Волчья Балка (Woltschja Balka)   |

## Persönlichkeiten
- Nykyfor Kaltschenko (1906–1989);  ukrainisch-sowjetischer Politiker und von 1954 bis 1961 Vorsitzender des Ministerrates (Regierungschef) der Ukrainischen SSR kam in Koschmaniwka bei Maschiwka zur Welt.